# 小山茂樹
小山 茂樹（こやま しげき、1935年8月21日 - 2014年7月14日）は、日本の政治学者。元・中東経済研究所（現：日本エネルギー経済研究所中東研究センター）理事長。

## 経歴
岡山県生まれ。1960年3月東京大学経済学部経済学科卒業、同年4月経済企画庁に入庁。1965年1月から大蔵省（現：財務省）主計局に出向。
1968年から1970年までアジア経済研究所海外派遣員となりレバノンのベイルート・アメリカン大学に客員研究員として留学した。この赴任中に四つの大きな事件に遭遇している。一つ目の事件は、1968年12月28日夜イスラエルのベイルート空港襲撃、二つ目の事件は、1969年4月パレスチナ・ゲリラの支援の是非を巡っての左右両派の対立が暴動に発展、三つ目の事件は、1969年10月二つ目レバノン駐在海外派遣員の事件がエスカレートしてレバノン全土の政治的危機、四つ目の事件は、1970年9月パレスチナ・ゲリラによる4機の旅客機ハイジャックとエジプト大統領ナーセルの急死である。
1972年から小坂善太郎経済企画庁長官秘書官を務めたのち、1974年財団法人中東経済研究所（現：一般財団法人日本エネルギー経済研究所中東研究センター）設立に参画し、同研究所研究主幹に就任。
1976年法政大学経済学部兼任講師。1980年から経済企画庁長官官房参事官及び日本機械輸出組合中東・アフリカ地域委員会委員長、アジア経済研究所調査協議会委員を務め、1981年には東京経済大学経済学部兼任講師も兼務。
1982年に経済企画庁を退官。同年財団法人中東経済研究所常務理事に就任。
1984年武蔵大学経済学部兼任講師、1985年財団法人中東経済研究所専務理事、1988年財団法人中東経済研究所理事長（ - 1995年）、株式会社日興リサーチセンター（現：日興フィナンシャル・インテリジェンス株式会社）顧問、1990年中央大学経済学部兼任講師、1994年八千代国際大学大学院国際政治経済学研究科兼任講師、1995年財団法人中東経済研究所顧問。1996年帝京大学経済学部教授、1997年早稲田大学法学部兼任講師、東北学院大学経済学部兼任講師、1999年東北文化学園大学総合政策学部教授、株式会社荘銀総合研究所（現：フィデア総合研究所）顧問、2004年東北文化学園大学総合政策学部学部長（ - 2008年）、2009年千葉商科大学大学院客員教授。中東問題、石油・エネルギー問題の専門家。
2010年、高安動脈炎（現在の巨細胞性動脈炎）に罹患。2014年7月14日午後4時2分、胆嚢癌のため死去。78歳没。

## 著書
- 中東の窓-レバノン アジア経済研究所 1972 (アジアを見る眼)
- 知られざる中東 竹内書店 1972 (竹内選書)
- 知られざる中東 世界経済の焦点をさぐる サイマル出版会 1974
- 『レバノン アラブ世界を映す鏡』中央公論社〈中公新書〉、1977年7月25日。NDLJP:12176861。
- 私の中東見聞記 アラブ世界を考える 東洋経済新報社 1978.12 (東経選書)
- 中東で何が起こっているか 世界危機震源地の分析 サイマル出版会 1980.7
- いま、中東を行く ダイヤモンド社 1981.5
- 誰にでもわかる中東 時事通信社 1983.1
- 石油危機は終わったか 新エネルギー事情 時事通信社 1984.10
- 日本見どころ味どころ 心に残す旅づくり 財務出版 1986.11
- 石油と中東が世界を決める 時事通信社 1987.9
- サッダーム・フセインの挑戦  湾岸危機の底流にあるものは何か 日本放送出版協会 1991.2
- 現代アラブ思索の旅 日本放送出版協会 1992.4 (NHKブックス)
- サウジアラビア 岐路に立つイスラームの盟主 1994.5 (中公新書)
- シリアとレバノン 中東を揺さぶる二つの国 東洋経済新報社 1996.9
- 石油はいつなくなるのか 検証・エネルギー問題のすべて 時事通信社 1998.12
- 中東がわかる古代オリエントの物語 日本放送出版協会 2006.3

## 共編著
- 中東経済事情 オイルパワーのゆくえ（編）1981.12 (有斐閣選書)
- 分析・湾岸危機 アラブの論理、世界の論理 中東経済研究所共編 日本経済新聞社 1990.11
- 憎まれるアメリカの正義 イスラム原理主義の闘い 立花亨共著 2002.3 (講談社+α新書)
- 世界の紛争 イスラム・アメリカ対立の構図 大原進共著 東京書籍 2002.3

## 参考
- 著書の略歴